# Abbattimento del Sukhoi Su-24 dell'Aeronautica militare russa del 2015
Il 24 novembre 2015, un caccia F-16 dell'Aeronautica militare turca ha abbattuto un Sukhoi Su-24M russo vicino al confine tra Siria e Turchia. Secondo quest'ultima, l'aereo era stato colpito mentre si trovava nello spazio aereo turco perché aveva violato il confine fino a una distanza di 2,19 chilometri per circa 17 secondi, dopo essere stato avvertito di cambiare rotta dieci volte nell'arco di cinque minuti prima di entrare nello spazio aereo. Il Ministero della difesa russo ha negato che l'aereo abbia mai lasciato lo spazio aereo siriano, sostenendo che i dati satellitari mostravano che il Sukhoi si trovava di circa un chilometro all'interno dello spazio aereo siriano quando era stato abbattuto.
Il Dipartimento di Stato americano ha dichiarato che gli Stati Uniti confermavano in modo indipendente che la traiettoria di volo dell'aereo aveva violato il territorio turco e che i turchi avevano rivolto diversi avvertimenti al pilota, ai quali non aveva risposto e avevano pubblicato le registrazioni audio degli avvertimenti trasmessi. Il presidente turco Recep Tayyip Erdogan ha sottolineato che la Turchia aveva il diritto di difendere il proprio spazio aereo. Sebbene il presidente russo Vladimir Putin avesse affermato che gli Stati Uniti conoscevano la traiettoria di volo del jet russo e avrebbero dovuto informare la Turchia, due funzionari statunitensi affermarono che la Russia non aveva informato i militari statunitensi del piano di volo del suo jet.
Il pilota e il navigatore russi si sono entrambi eiettati dall'aereo. Il navigatore Konstantin Murakhtin è stato salvato, ma il pilota Oleg Peškov è stato colpito e ucciso dal fuoco di terra dei ribelli siriani mentre scendeva con il paracadute. Anche un marine russo della squadra di ricerca e soccorso lanciata per recuperare i due aviatori è stato ucciso quando un elicottero di salvataggio è stato preso di mira dai ribelli.
L'evento ha registrato il primo abbattimento di un aereo militare russo da parte di un paese membro della NATO dal 1952, quando un evento del genere si verificò durante la Guerra di Corea. Le reazioni all'incidente hanno incluso una denuncia da parte della Russia e un tentativo di disinnescare la situazione da parte della NATO. La Russia ha schierato l'incrociatore missilistico guidato Moskva armato con missili SAM a lungo raggio S-300F (SA-N-6 Grumble) al largo della costa siriana vicino a Laodicea e sistemi SAM mobili S-400 (SA-21 Growler) nella base aerea di Khmeimim. In risposta, le Forze armate turche hanno dispiegato il sistema di supporto elettronico radar terrestre KORAL nella provincia di Hatay, lungo il confine turco-siriano.

## Scenario
Dopo l'abbattimento nel 2012 di un RF-4E Phantom II turco da parte delle forze siriane, il Primo ministro turco Recep Tayyip Erdoğan aveva protestato, affermando che brevi incursioni non avrebbero dovuto scatenare un attacco, sottolineando che la Turchia non aveva abbattuto elicotteri siriani che avevano sconfinato nello spazio aereo turco. Tuttavia, in risposta all'evento, Erdoğan disse che la Turchia aveva cambiato le sue regole di ingaggio e che avrebbe iniziato a considerare tutti gli "elementi militari" che si avvicinano dalla Siria come una minaccia nemica e che avrebbe agito di conseguenza. La Turchia abbatté un Mi-17 siriano nel settembre 2013 e un aereo da MiG-23 nel marzo 2014.
La Russia è uno dei diversi Paesi direttamente coinvolti nella guerra civile siriana. Il 30 settembre 2015, la Russia ha iniziato la sua campagna aerea a sostegno dell'SAA contro i ribelli siriani.
All'inizio di ottobre del 2015, la Turchia e la NATO protestarono contro quelle che consideravano violazioni deliberate dello spazio aereo turco da parte della Russia. Il ministero della Difesa russo ammise che un Su-30 russo era entrato nello spazio aereo turco "per pochi secondi" a causa del maltempo, aggiungendo che erano state prese misure per evitare il ripetersi di tali incidenti, tuttavia i radar turchi avevano tracciato l'aeromobile che si era spinto nello spazio aereo turco fino a 8 km per "diversi minuti". Dal 3 al 15 ottobre si svolsero cinque colloqui tra alti funzionari turchi e russi, riguardanti le regole di ingaggio turche e le violazioni russe dello spazio aereo turco. Il 6 novembre 2015, sei caccia F-15C della U.S. Air Force vennero dispiegati dal Comando europeo degli Stati Uniti dal 48° Fighter Wing della base di Lakenheath in Gran Bretagna alla base aerea di Incirlik nell'ambito dell'Operazione Inherent Resolve. Il governo della Turchia li richiese per garantire la sovranità dello spazio aereo turco a causa di precedenti e ripetute intrusioni russe nello spazio aereo turco.
Il 19 novembre, 5 giorni prima dell'incidente, l'ambasciatore russo in Turchia Andrei Karlov e l'addetto militare russo, il colonnello Andrei Victorovich Dovger, vennero convocati dal governo turco. La Russia, criticata dalla Turchia per aver condotto operazioni vicino al confine turco, una regione abitata da turcomanni siriani e in gran parte priva di militanti dell'ISIS (sebbene il Fronte al-Nusra, affiliato di al-Qaeda in Siria, fosse presente nella regione), era stata informata che le regole di ingaggio della Turchia erano in vigore e che avrebbe reagito a qualsiasi violazione della sicurezza del confine. La Turchia avvertì inoltre la Russia che non sarebbe rimasta indifferente agli "attacchi che avevano come obiettivo la sicurezza della vita dei turcomanni" nell'area di Bayırbucak. La settimana precedente, la Turchia aveva chiesto che il Consiglio di Sicurezza delle Nazioni Unite discutesse degli attacchi contro i turcomanni sostenuti dalla Turchia. Circa 1.700 persone erano fuggite dall'area nei tre giorni precedenti a causa dei combattimenti tra le forze governative siriane e i combattenti anti-governativi turcomanni e del Fronte al-Nusra. La Russia aveva bombardato l'area vicino al confine turco per sostenere le forze governative siriane. I turcomanni siriani avevano formato le loro brigate armate, chiamate Brigate turcomanne siriane, in opposizione al governo siriano del presidente Bashar al-Assad, liberamente affiliate ad altri ribelli come l'Esercito siriano libero. Le brigate turkmene collaboravano con il Fronte al-Nuṣra, affiliato di al-Qāʿida in Siria, e con la coalizione salafita nota come Aḥrār al-Shām.

## L'abbattimento

Traiettorie di volo dei due velivoli secondo l'Aeronautica turca (in grigio) e l'Aeronautica russa (in rosso).

Il 24 novembre 2015 alle 09:24 ora locale (7:24 GMT), mentre rientrava alla base aerea russa di Chmejmim, un Sukhoi Su-24M russo con numero di coda 83 e numero di registrazione RF-90932 venne abbattuto vicino al confine turco-siriano da un missile di un caccia F-16 di pattuglia dell'aeronautica turca. Analisi successive mostrarono che un AIM-120 AMRAAM a guida radar e a medio raggio era stato sparato da una distanza compresa tra i 14 e i 19 chilometri. L'Economist ha riferito che i due Su-24 erano in viaggio per colpire obiettivi turcomanni siriani. Le forze governative siriane sostenute dalle milizie sciite e dall'aviazione russa stavano combattendo contro le brigate turcomanne siriane, l'Esercito della Conquista e i combattenti del Fronte al-Nusra.
Le prime notizie diffuse dalle agenzie di stampa russe, che citavano il Ministero della Difesa russo, indicavano che l'aereo era stato abbattuto da un attacco da terra dei ribelli siriani turkmeni, ma in seguito confermarono le notizie turche secondo cui l'aereo era stato abbattuto dai caccia turchi. L'esercito turco pubblicò un grafico della traiettoria di volo del velivolo russo, che mostra l'attraversamento della punta meridionale della provincia di Hatay prima di essere abbattuto e precipitare nei pressi del monte Turkmen. La Russia contestò poi l'analisi dei tracciati radar della Turchia pubblicando una diversa mappa di volo che non mostrava alcuna violazione dello spazio aereo. Tre giorni dopo, il 27 novembre, la Russia pubblicò un'altra mappa.
Secondo la dichiarazione della Turchia al Consiglio di Sicurezza delle Nazioni Unite, due velivoli, la cui nazionalità era al momento sconosciuta, avevano violato lo spazio aereo turco fino a una profondità di 2,19 km per circa 17 secondi. Secondo i funzionari turchi, i velivoli avevano ricevuto 10 avvertimenti nell'arco di 5 minuti, da parte degli operatori di una stazione di intercettazione controllata da terra, per cambiare la loro rotta. La Turchia pubblicò successivamente la registrazione audio ("Al traffico aereo sconosciuto posizionato a Humaymim 020 radiale 26 miglia. Qui è l'aeronautica militare turca che parla[...]. Vi state avvicinando allo spazio aereo turco, cambiate immediatamente rotta verso sud"). I russi sostennero che non vi erano stati avvertimenti. Gli analisti fecero notare che gli avvertimenti della Turchia erano stati emessi su un canale radio dedicato concordato tra le parti, che era il canale internazionale di Guardia (emergenza) (243,0 MHz), ma la radio R-862M montata sul Su-24M non era in grado di monitorare questo canale senza un equipaggiamento opzionale, che potrebbe non essere stato installato. Secondo la Turchia, un velivolo aveva lasciato lo spazio aereo nazionale turco dopo averlo violato; l'altro velivolo era stato colpito dagli F-16 turchi che pattugliavano l'area ed era precipitato in territorio siriano dopo essere stato colpito nello spazio aereo turco. Sulla base della sua traccia termica, un funzionario americano anonimo affermò che il jet era stato colpito nello spazio aereo siriano dopo una breve incursione in Turchia. Il 30 novembre, l'ambasciatore statunitense presso la NATO Douglas Lute dichiarò che i dati supportavano la versione turca degli eventi.
Secondo il Ministero della Difesa russo, il Su-24 era stato abbattuto da un'altitudine di 20 000 piedi (6 100 m) entro un chilometro dal confine turco e nello spazio aereo siriano, mentre rientrava nella base aerea di Khmeimim in Siria. La Russia sosteneva che l'aereo non avesse mai lasciato il territorio siriano. Il Ministero della Difesa russo conferò che si trattava di un Su-24, ma affermò di avere le prove che il jet si trovasse all'interno dello spazio aereo siriano. Secondo il comandante in capo delle forze aerospaziali russe, Viktor Bondarev, un F-16 turco era entrato nello spazio aereo siriano per 40 secondi e aveva volato per 2 km all'interno del territorio siriano, ma l'aereo da guerra russo non aveva violato il confine con la Turchia.

## Vittime
Entrambi i piloti si eiettarono dopo che il velivolo era stato colpito. Inizialmente, il vice comandante di una brigata di rivoltosi turkmeni dell'opposizione siriana in Siria, Alparslan Çelik (cittadino turco e membro del gruppo ultranazionalista dei Lupi Grigi), affermò che le sue forze avevano sparato ai due piloti mentre scendevano con il paracadute e in un filmato si poteva sentire una persona in sottofondo gridare ripetutamente "Smettete di sparare!". Un funzionario turco riferì di ritenere che entrambi i piloti fossero vivi. Uno dei piloti era stato catturato dai combattenti turkmeni ed era stato diffuso un video che mostrava il suo corpo.
Il portavoce dello Stato Maggiore russo, il tenente generale Sergei Rudskoi, confermò che un pilota, il tenente colonnello Oleg Peškov, era stato ucciso dal fuoco a terra; l'operatore dei sistemi d'arma era stato salvato.
Il fatto di sparare a un pilota di un aereo in fase di eiezione viola l'articolo 42 del Protocollo I delle Convenzioni di Ginevra del 1977, ma il Protocollo I si applica solo ai conflitti armati interstatali (cioè ai combattimenti tra Stati contrapposti) e nessuna legge umanitaria internazionale proibisce tale pratica in un conflitto non interstatale (cioè tra forze statali e gruppi armati non statali). In altre parole, mentre l'abbattimento del Sukhoi Su-24 russo da parte della Turchia rientrava nel contesto di un conflitto interstatale, l'uccisione del pilota paracadutista è stata causata da un gruppo armato non statale e quindi rientrava nel contesto di un conflitto non interstatale.
Il pilota del Su-24, Oleg Peškov, 45 anni, è stato insignito postumo dell'onorificenza di Eroe della Federazione Russa, la più alta onorificenza militare del Paese; l'ufficiale dei sistemi d'arma sopravvissuto, Konstantin Murakhtin, e il soccorritore deceduto, Alexander Pozynich, 29 anni, hanno ricevuto l'Ordine del Coraggio. Il 2 dicembre Peškov è stato sepolto con tutti gli onori militari nel Vicolo degli Eroi del cimitero di Lipetsk, con la partecipazione di circa 10.000 persone.

### Ricerca e soccorso
L'agenzia statale turca Anadolu mostrò un filmato dell'aereo che precipitava e dei due piloti che si lanciavano con il paracadute. Elicotteri russi effettuarono voli di ricerca e soccorso a bassa quota nell'area per cercare i piloti.
Vennero inviati due Mil Mi-8 per trovare e recuperare i piloti dal luogo dell'incidente. Uno degli elicotteri venne danneggiato dal fuoco di armi leggere dei militanti della Brigata turcomanna siriana, causando la morte di un fante di marina, e costretto a un atterraggio di emergenza. Tutti i superstiti dell'equipaggio dell'elicottero vennero successivamente salvati ed evacuati. La 1ª Divisione costiera dell'Esercito siriano libero dichiarò di aver distrutto l'elicottero trovato abbandonato utilizzando un missile BGM-71 TOW di fabbricazione statunitense.
Mentre le forze armate russe iniziavano a pianificare un'operazione per estrarre il pilota, il generale iraniano Qasem Soleimani le contattò e propose un'operazione di salvataggio congiunta sotto la sua supervisione. La squadra di soccorso messa in campo dal generale Soleimani era composta da otto uomini delle forze speciali di Hezbollah e 18 commando siriani, addestrati dall'Iran e con una conoscenza di prima mano della geografia della zona, mentre la Russia forniva trasporto, supporto logistico, copertura aerea e intelligence satellitare. Uno dei piloti, Oleg Peškov, era stato ferito e poi ucciso dai ribelli dopo essersi paracadutato dall'aereo, mentre l'altro, Konstantin Murahtin, era fuggito ed era stato salvato. Durante la missione di salvataggio un marine russo, Alexandr Pozynich, era stato ferito a morte. La squadra di soccorso tornò alla base sana e salva e consegnò il pilota all'esercito siriano. Vladimir Putin avrebbe seguito da vicino l'operazione. Il corpo del pilota morto venne trasportato in Turchia e i funzionari russi ad Ankara organizzarono il suo rimpatrio a Mosca.

## Conseguenze
Il 25 novembre, i ministri degli Esteri di Russia e Turchia si parlarono per un'ora al telefono ed entrambi i governi dichiararono quel giorno che non avrebbero iniziato una guerra a seguito dell'incidente. Il Ministro degli Esteri russo Sergey Lavrov dichiarò ai giornalisti che il suo Paese avrebbe rivalutato "seriamente" le relazioni con la Turchia. Il Ministero della Difesa russo interruppe i contatti militari con le Forze Armate turche e i funzionari della difesa russa affermarono che i futuri attacchi aerei in Siria sarebbero stati scortati da caccia. Secondo il Ministro della Difesa russo Sergey Shoygu, la Russia avrebbe dispiegato i sistemi missilistici terra-aria S-400 nella base aerea di Khmeimim in Siria, dove era di stanza il gruppo delle Forze Aerospaziali russe.

## Reazioni
Poche ore dopo l'incidente, il presidente russo Vladimir Putin parlò da Sochi, dove si trovava per un incontro con il re Abdullah II di Giordania, affermando che si trattava di una "pugnalata alle spalle da parte di complici terroristi", che la Russia non avrebbe sopportato attacchi come questo e che le relazioni Russia-Turchia ne avrebbero risentito. Il ministro degli Esteri Sergey Lavrov avrebbe dovuto visitare la Turchia il giorno successivo e il presidente turco Recep Tayyip Erdoğan aveva programmato una visita in Russia più avanti nel corso dell'anno. Lavrov cancellò il suo viaggio dopo l'incidente. Il tenente generale Sergey Rudskoi dichiarò che le forze che minacciavano la Russia sarebbero state prese di mira. I manifestanti lanciarono uova contro l'ambasciata turca in Russia prima che la polizia facesse sgomberare l'area. Il 26 novembre, il Primo Ministro Dmitry Medvedev annunciò ampie sanzioni economiche contro la Turchia che avrebbero colpito i loro progetti di investimento congiunti, compreso il possibile accantonamento di un accordo multimiliardario per la costruzione del gasdotto Turkish Stream attraverso la Turchia. Il leader ceceno Ramzan Kadyrov disse che la Turchia si sarebbe pentita delle sue azioni. Putin accusò la Turchia di aiutare l'ISIS nel commercio illegale di petrolio, affermando che i fondi provenienti dalla vendita di petrolio venivano utilizzati per sostenere i terroristi. L'aviazione russa aveva recentemente iniziato a bombardare le petroliere in rotta verso altri Paesi, tra cui la Turchia, e le infrastrutture per la lavorazione e lo stoccaggio del greggio. Putin affermò poi che l'abbattimento turco era stato un'"imboscata" preparata in anticipo. Una proposta di legge che rendeva illegale la negazione del genocidio armeno venne proposta nella Duma di Stato russa.
Il ministro dell'Informazione siriano Omran al-Zoubi dichiarò che l'abbattimento sarebbe stato aggiunto alla fedina penale dei gruppi di insorti che combattevano nel Paese e dei Paesi che li finanziavano e li armavano; citò Turchia, Arabia Saudita e Qaṭar.
Erdoğan sottolineò come la Turchia avesse il diritto di difendere il proprio spazio aereo. Affermò che incidenti peggiori non si erano verificati in passato solo grazie alla moderazione della Turchia. Specificò inoltre che le azioni della Turchia erano pienamente in linea con le nuove regole di ingaggio adottate dopo che la Siria aveva abbattuto un jet turco nel 2012. Il Ministro degli Esteri turco Mevlüt Çavuşoğlu offrì le sue condoglianze e affermò che i piloti turchi non sapevano che si trattasse di un aereo russo. Il Primo Ministro turco Ahmet Davutoğlu difese l'azione affermando che la Turchia aveva il diritto di difendersi dalle violazioni dei confini, ma che non si trattava di un'aggressione contro un territorio straniero e il Paese chiese alla NATO di tenere una riunione straordinaria nel corso della giornata. Davutoğlu invitò inoltre a lavorare per risolvere la crisi siriana, affermando anche che gli attacchi contro i turcomanni non potevano essere legittimati con la giustificazione di attaccare l'ISIS. L'ambasciatore turco negli Stati Uniti, Serdar Kilic, chiese che gli avvertimenti della Turchia fossero presi sul serio. Decine di manifestanti vennero segnalati all'esterno del consolato russo a Istanbul per dimostrare contro le operazioni militari russe nelle aree della Siria popolate da turkmeni. Il Presidente russo Putin emise un decreto a poche ore dalla dichiarazione della Turchia, che vietava il commercio di alcuni beni, proibiva l'estensione dei contratti di lavoro per i turchi che lavoravano in Russia a partire dal 1º gennaio 2016, poneva fine ai voli charter dalla Russia alla Turchia, impediva alle compagnie turistiche russe di vendere pacchetti vacanza con soggiorno in Turchia e chiedeva di porre fine all'esenzione dal visto tra Russia e Turchia, ordinando al contempo un controllo più severo sui vettori aerei turchi in Russia, adducendo come giustificazione la sicurezza.
La Russia iniziò a bombardare i ribelli - compresi gli insorti turkmeni - a Latakia, ignorando le richieste avanzate dalla Turchia la settimana precedente di porre fine alle operazioni militari vicino al confine turco. Un comandante turkmeno affermò che missili sparati dalle navi da guerra russe nel Mediterraneo stavano colpendo l'area. Il portavoce del Ministero della Difesa russo, Igor Konashenkov, dichiarò che non appena il pilota fosse stato soccorso, i gruppi responsabili dell'attacco sarebbero stati uccisi dai bombardamenti russi e dall'artiglieria a razzo del governo siriano. Un convoglio di rifornimenti turco, che secondo quanto riferito trasportava armi di piccolo calibro, mitragliatrici e munizioni, venne bombardato da quelli che si ritiene fossero stati attacchi aerei russi nella città nord-occidentale di Azaz, nella Siria nord-occidentale. Rivendicato come un convoglio di aiuti dai turchi, nessuna organizzazione confermò poi che il convoglio appartenesse a loro. Almeno sette persone morirono e dieci rimasero ferite, mentre una ventina di camion andarono in fiamme. L'agenzia statale turca Anadolu accusò la Russia di sostenere le forze curde YPG, PYD e le Forze Democratiche Siriane.
Il 25 novembre - il giorno dopo l'abbattimento del jet - un legislatore russo, Sergei Mironov, presentò al Parlamento russo una proposta di legge che avrebbe criminalizzato la negazione del genocidio armeno, una mossa politica che la Turchia aveva fortemente contrastato quando Paesi come Francia e Grecia avevano adottato leggi simili.
Il 26 novembre, la Russia schierò l'incrociatore missilistico guidato Moskva armato di missili SAM a lungo raggio S-300F (SA-N-6 Grumble) posizionati al largo di Laodicea, al largo della costa siriana e di sistemi SAM mobili S-400 (SA-21 Growler) nella base aerea di Khmeimim. L'esercito russo avvertì che avrebbe abbattuto qualsiasi bersaglio aereo che avesse rappresentato una minaccia per i suoi aerei.
Il 26 novembre, il Ministero della Difesa russo interruppe i contatti con l'esercito turco. Tutti i canali di comunicazione esistenti tra le due parti vennero chiusi.
Il 27 novembre, la Russia annunciò di aver sospeso a tempo indeterminato la partecipazione alle esercitazioni navali congiunte nel Mar Nero. L'inviato della Marina russa incaricato di coordinare le azioni della Flotta russa del Mar Nero con la Marina turca sarebbe stato richiamato. Il 27 novembre, il ministro degli Esteri russo Sergey Lavrov annunciò che Mosca avrebbe interrotto l'attuale regime di esenzione dal visto a partire dal 1º gennaio, affermando che la Turchia era diventata un tramite per i terroristi e si era dimostrata riluttante a condividere con Mosca le informazioni sui cittadini russi accusati di coinvolgimento in attività terroristiche. Il 28 novembre, il presidente russo Vladimir Putin firmò un decreto che imponeva sanzioni economiche contro la Turchia. Il decreto, entrato immediatamente in vigore, vietava i voli charter dalla Russia alla Turchia, impediva alle aziende turistiche di vendere vacanze in Turchia, metteva fuori legge alcune importazioni turche e bloccava o limitava le attività economiche delle aziende e dei cittadini turchi. Il 2 dicembre, il viceministro della Difesa russo Anatoly Antonov dichiarò in un briefing con i giornalisti stranieri che la Turchia era il più grande acquirente di petrolio "rubato" dalla Siria e dall'Iraq e accusò la famiglia del presidente turco Recep Tayyip Erdogan di essere direttamente coinvolta nel commercio di petrolio con il gruppo dello Stato Islamico. Il 3 dicembre, Putin fece riferimento all'incidente durante il suo discorso annuale sullo stato della nazione.
Nella sua conferenza stampa annuale del 17 dicembre 2015, alla domanda su un coinvolgimento di terzi nelle attuali relazioni russo-turche deteriorate dall'abbattimento del Su-24 russo, Vladimir Putin disse "...se qualcuno nel governo turco ha deciso di leccare gli americani in un certo posto, beh non so allora, è stata una decisione giusta o no?".
Il 23 dicembre, Selahattin Demirtaş, co-leader del Partito Democratico del Popolo (HDP), filo-curdo, criticò la posizione di Ankara riguardo al jet russo abbattuto dalla Turchia.
Il 27 dicembre, il quotidiano turco Hurriyet pubblicò un'intervista ad Alparslan Çelik che parlava dell'abbattimento. La TASS riferì che il militante turco aveva combattuto in Siria per due anni. Il Ministero degli Esteri russo espresse sorpresa e indignazione per il fatto che un importante giornale turco avesse dato la parola a un "assassino e terrorista... pieno di odio verso la Russia e il popolo russo". Il 30 dicembre, il ministero degli Esteri russo chiese ad Ankara di arrestare Çelik.
Nel giugno 2016, il Presidente turco Recep Tayyip Erdoğan inviò una lettera, su raccomandazione di Farchad Achmedov, al Presidente russo Vladimir Putin per esprimere vicinanza e "profonde condoglianze" alla famiglia delle vittime. Venne inoltre riaperta un'indagine sui presunti militari turchi coinvolti nell'incidente. I media russi interpretarono il contenuto della lettera come scuse per l'aereo abbattuto. Tre settimane dopo (nel frattempo c'era stato un tentativo di colpo di Stato contro di lui), Erdoğan annunciò in un'intervista che i due piloti turchi che avevano abbattuto gli aerei russi erano stati arrestati perché sospettati di avere legami con il movimento Gülen e che un tribunale avrebbe dovuto scoprire "la verità".

## Cinematografia
- Nebo (film)